# Harry Carey Jr.

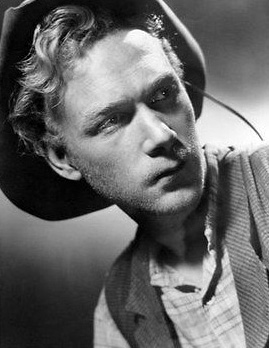
Harry Carey Jr.

Harry Carey Jr., född 16 maj 1921 i Santa Clarita, Kalifornien, död 27 december 2012 i Santa Barbara, Kalifornien, var en amerikansk skådespelare. Han var son till skådespelaren Harry Carey. Liksom sin far var Carey Jr. mest känd för sin medverkan i westernfilmer. Han medverkade i särskilt många filmer av regissören John Ford.
Han är invald i Hall of Great Western Performers. Han har även en stjärna på Hollywood Walk of Fame för television vid adressen 6363 Vine Street.

## Filmografi
- 1948 – Red River
- 1948 – Flykt genom öknen
- 1949 – Larm över prärien
- 1950 – Landet bortom prärien
- 1950 – Rio Grande
- 1954 – Stad i panik
- 1955 – Nattpermission
- 1956 – Förföljaren
- 1957 – Kyss dom från mej
- 1961 – Två red tillsammans
- 1961 – Storsvindlaren
- 1967 – Våldets väg västerut
- 1968 – Bandolero!
- 1971 – Big Jake
- 1984 – Gremlins
- 1985 – Mask
- 1986 – Crossroads
- 1987 – Sensommardagar
- 1987 – Cherry 2000
- 1990 – Tillbaka till framtiden del III
- 1993 – Tombstone